# Hana Hamplová

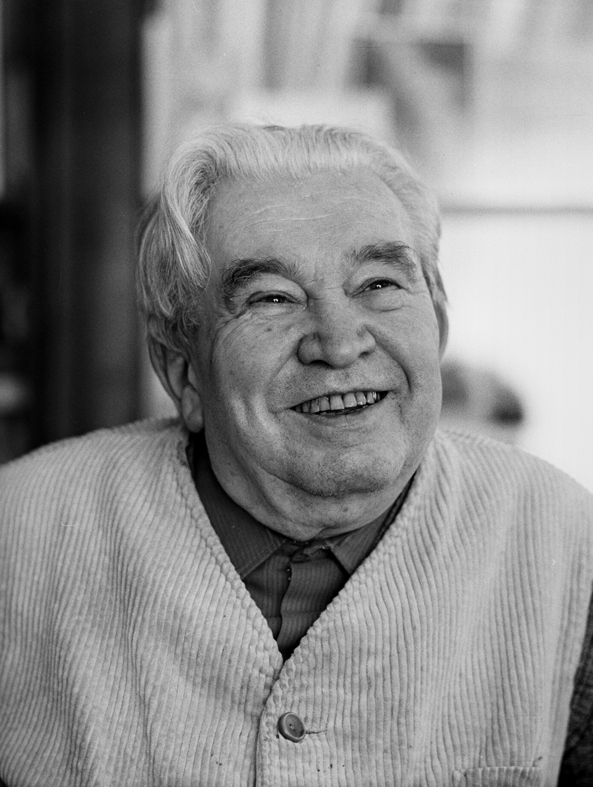
Hana Hamplová: Portrét Jaroslava Seiferta

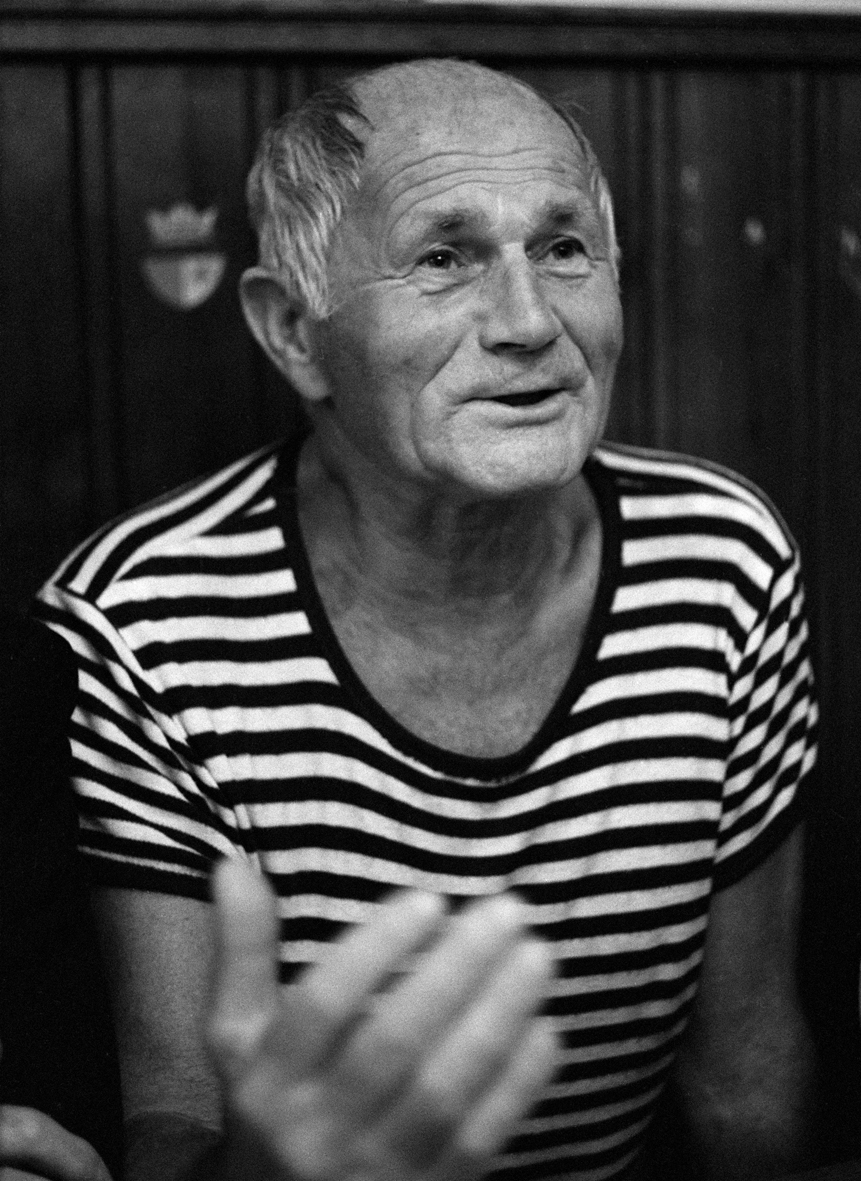
Hana Hamplová: Portrét Bohumila Hrabala

Hana Hamplová, roz. Hovorková, (* 28. června 1951 Praha) je česká kameramanka a fotografka. Vystudovala FAMU, obor kamera. V 70. letech krátce pracovala jako kameramanka v Československé televizi, později se začala živit jako fotografka na volné noze. Od roku 2006 učí na škole reklamní a umělecké tvorby Michael.

## Život
Narodila se jako jako Hana Hovorková 28. června 1951 v Praze. Jako dítě strávila se svojí rodinou roky 1956–1958 v Pekingu, kde její otec pracoval jako manažer při stavbě filmových ateliérů. V roce 1958 otec zahynul při návratu z Pekingu v letecké havárii, Hana Hamplová dále vyrůstala pouze se svou matkou a starším bratrem Janem.
Od šestnácti let se zajímala o fotografování a navštěvovala kroužek fotografie v Lidové škole umění Biskupcova pod vedením prof.Jána Šmoka. V letech 1965 až 1969 studovala gymnázium Nad Štolou. V srpnu 1968 ve dnech invaze vojsk Varšavské smlouvy sama fotograficky dokumentovala dění v pražských ulicích. Dále pak nafotografovala i pohřeb Jana Palacha v lednu 1969. V rozhovoru pro Paměť národa popisuje srpnovou invazi a normalizaci jako zlomovou událost. Uvolněná atmosféra pražského jara a následné utužení poměrů je podle ní moment, který zásadně ovlivnil její generaci.
V roce 1971 úspěšně složila přijímací zkoušku na katedru kamery na FAMU. Po absolutoriu v roce 1978 pracovala dva roky v Československé televizi na pozici studiové kameramanky. Po narození dcery se začala živit jako fotografka na volné noze. V letech 1989 až 1990 pracovala jako odborná fotografka na kožní klinice v Praze. Od roku 1990 se naplno věnuje zejména fotografování uměleckých děl pro katalogy a monografie. V letech 1998 až 2002 působila jako předsedkyně správní rady Pražského domu fotografie. V roce 2006 začala vyučovat fotografii na soukromé škole reklamní a umělecké tvorby Michael.
V roce 1978 se provdala za výtvarníka Josefa Hampla, blízkého přítele Vladimíra Boudníka a Bohumila Hrabala. Během normalizačního období pronikla, i díky svému manželovi, do okruhu československých výtvarníků a výtvarnic. Spolupracovala s Vladimírem Pistoriusem na vydávání knih v samizdatové edici Krameriova expedice 1978, kde se podílela na grafické a výtvarné úpravě.

## Tvorba
Ve své volné fotografické tvorbě volí Hana Hamplová převážně černobílou a tlumenou barevnost snímků. Fotografované objekty vytrhává z jejich prostředí, vytváří abstraktní kompozice ve stylu hnutí arte povera. Ve fotografických cyklech se pravidelně vrací k motivu papíru a jeho materiality.
Hana Hamplová na webových stránkách Asociace profesionálních fotografů České republiky svou tvorbu charakterizovala takto: "Ve své volné tvorbě zachycuji vzrušující kompozice, na které narážíme dnes a denně. Fotografie má tu schopnost je vytrhnout z jejich prostředí, zdůraznit detail a předat můj zážitek dál. Nesleduji podobnosti s nějakou realitou, jak jsme vídali u surrealistické fotografie. Pokouším se, aby zachycený obraz působil sám o sobě. Proto také nemám velkou potřebu fotografie pojmenovávat. Dlouhodobě se živím fotografováním reprodukcí obrazů a výtvarných prací současných umělců, soch, objektů nebo instalací."

## Filmografie
- 1974 Sirius (druhá kamera)
- 1974 Člověk jako "M" (druhá kamera)
- 1975 Zn.: „3+1, Praha“ (druhá kamera)
- 1977 Malér (kamera)[5]

## Výstavy (výběr)
- 1984 Praha, zasedací síň ČSS
- 1987 Sovinec (společně s Josefem Hamplem)
- 1988 Olomouc, Galerie Pod podloubím
- 1990 Praha, Kulturní středisko Opatov; Olomouc, Divadlo hudby; Michigan (USA), Museum of Art – The University of Michigan
- 1997 Praha, galerie Litera; Rychnov nad Kněžnou, Muzeum
- 1998 Hranice, Městské muzeum; Esslingen (SRN), IV. Internationale Foto – Triennale
- 1999 Michigan (USA), Museum of Art – The University of Michigan
- 2000 Šumperk, Galerie Jiřího Jílka
- 2002 Michigan (USA), Eastern University of Michigan (společně s Josefem Hamplem )
- 2005 Zürich, Galerie Claudine Hohl (společně se Silvií Billeter)
- 2006 Ostrava, galerie Magna
- 2015 Michigan (USA), Museum of Art
- 2017 Seattle, Frye Art Museum

## Galerie

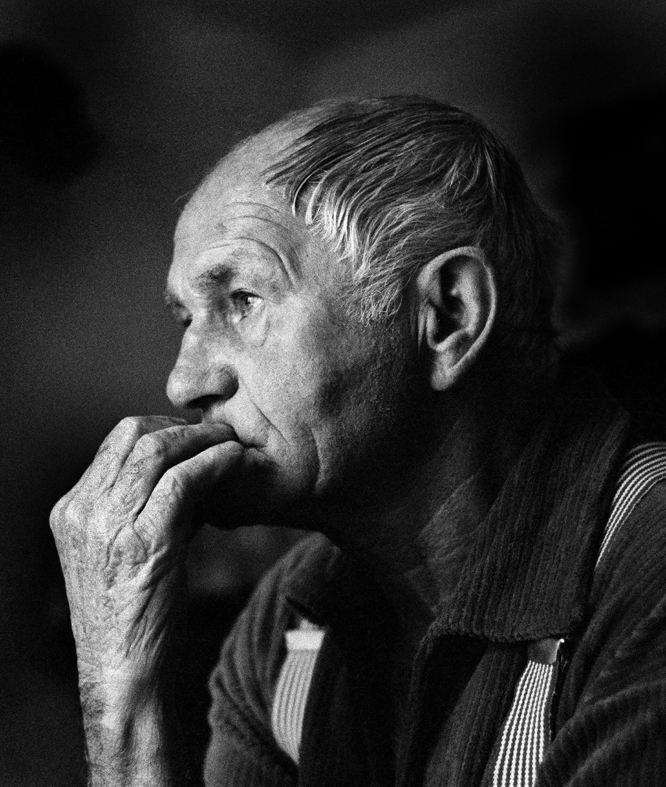
Bohumil Hrabal, český spisovatel, 1988
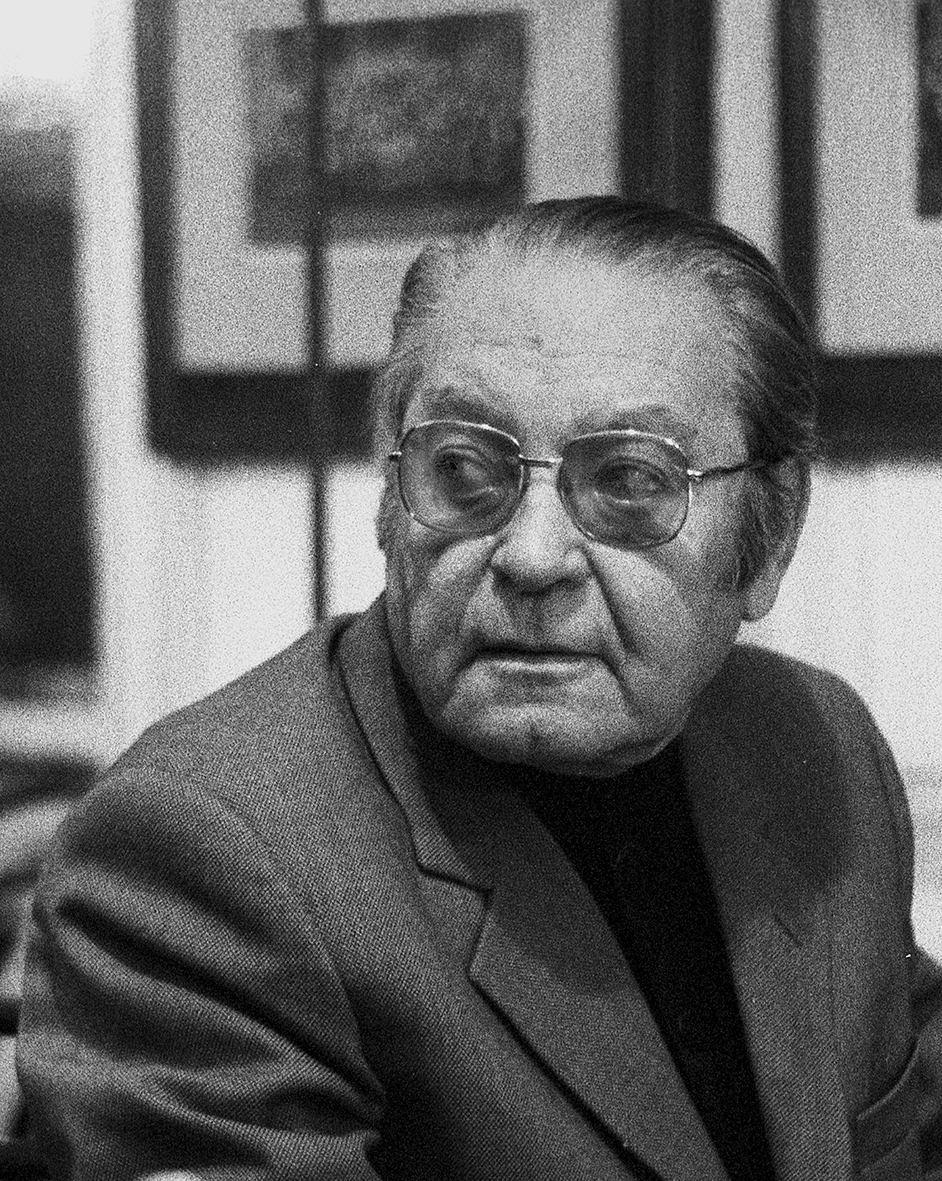
Jindřich Chalupecký, výtvarný teoretik, 1980-1990
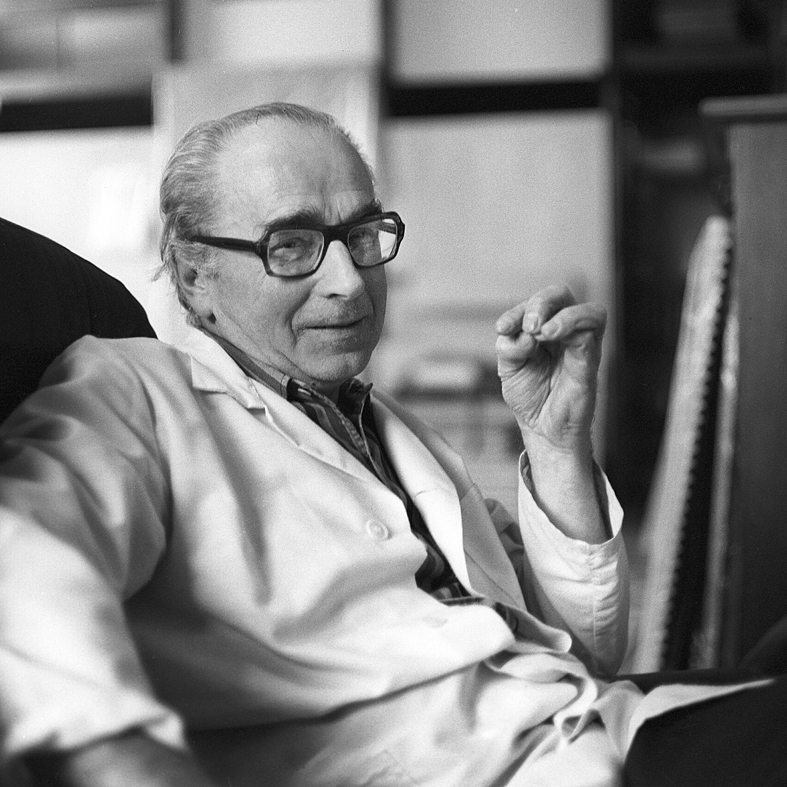
Jiří Kolář, 1979
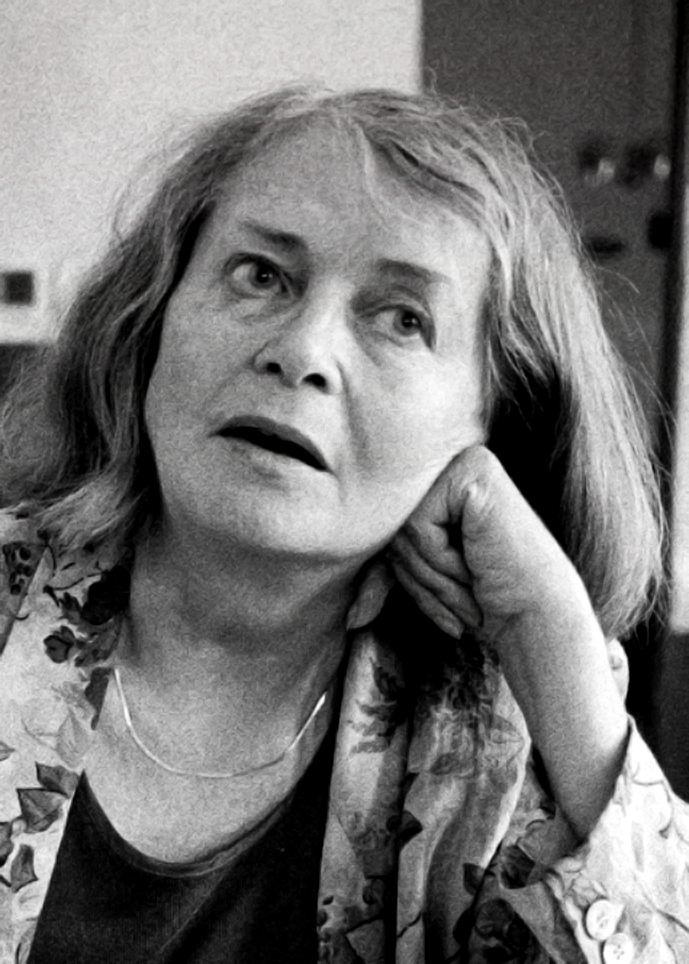
Naděžda Plíšková, grafička
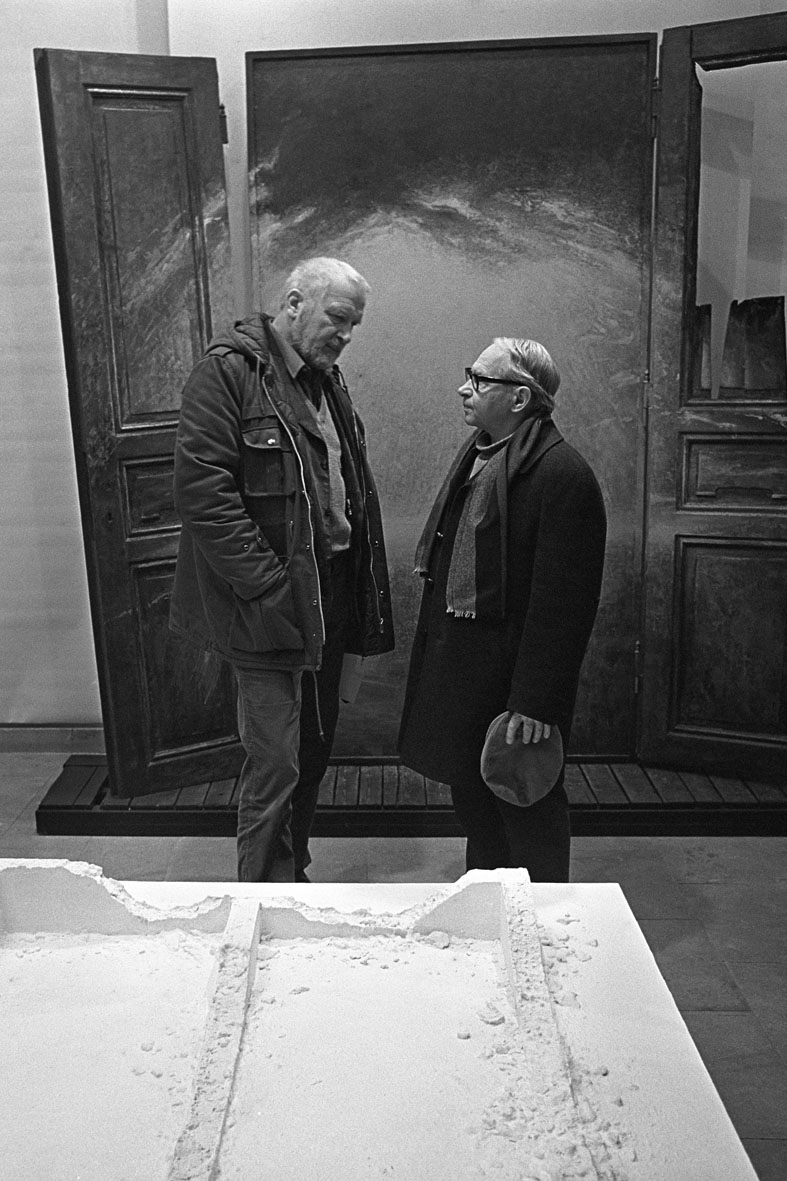
Olbram Zoubek a Václav Boštík
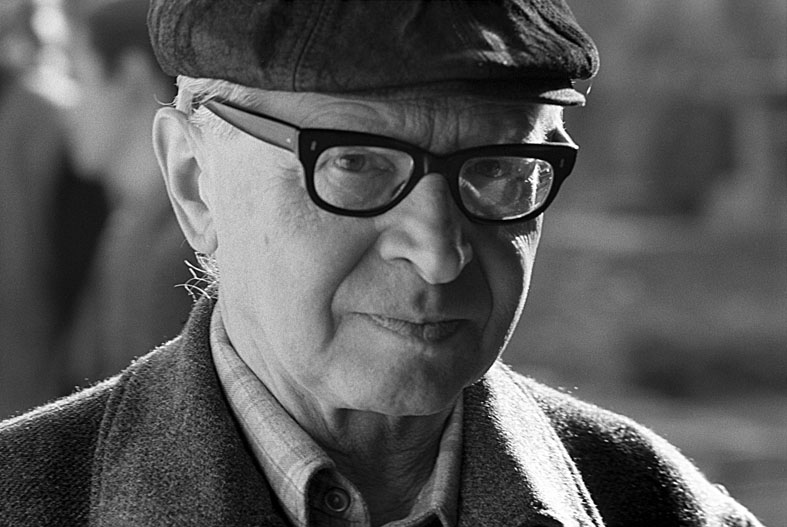
Václav Boštík, malíř, 80. léta
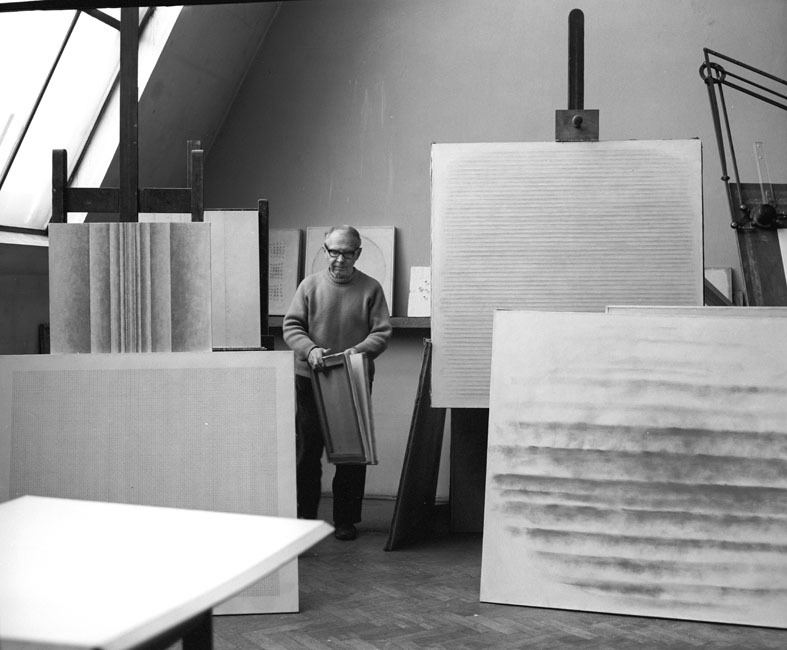
Václav Boštík v ateliéru
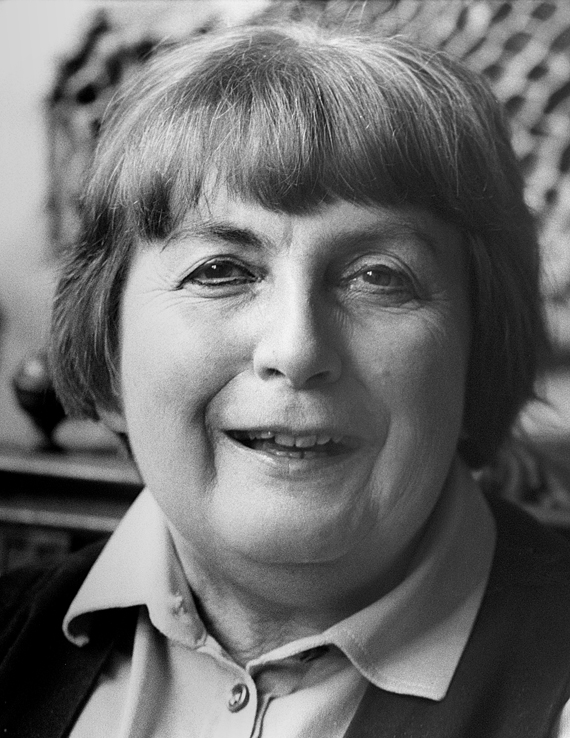
Věra Janoušková, sochařka

### Autorské katalogy
- Hana Hamplová, 1984
- Hana Hamplová: Fotografie, Josef Hampl: Kresby - šití, Hrad Sovinec 1987
- Hana Hamplová, Galerie Studio Opatov, Praha 1990
- Hana Hamplová: Tváře, Divadlo hudby (Galerie Titanic), Olomouc 1990
- Hana Hamplová, Městské muzeum a galerie, Hranice 1998
- Hana Hamplová: Cesta k harmonii, Galerie Jiřího Jílka, Šumperk 2000
- Hana Hamplová, Galerie Magna, Ostrava 2006
- Hana Hamplová: Fotografie 1980 - 2020, Archiv výtvarného umění, z.s., Kostelec nad Černými lesy 2021